# Oreocarya grahamii
Oreocarya grahamii är en strävbladig växtart som först beskrevs av Ivan Murray Johnston, och fick sitt nu gällande namn av R.B.Kelley. Oreocarya grahamii ingår i släktet Oreocarya och familjen strävbladiga växter. Inga underarter finns listade i Catalogue of Life.